# APR FC
Armée Patriotique Rwandaise FC (kortweg APR FC) is een Rwandese voetbalclub uit de hoofdstad Kigali. Het is een legerclub en werd in 1993 opgericht na de Rwandese Burgeroorlog.
Ondanks de korte bestaansgeschiedenis is de club een van de beste van het land en domineert al jaren de competitie.

## Erelijst
Landskampioen
1995, 1996, 1999, 2000, 2001, 2003, 2005, 2006, 2007, 2009, 2010, 2011, 2012, 2014, 2015, 2016, 2018, 2020, 2021, 2022, 2023, 2024, 2025
Beker van Rwanda
Winnaar: 2002, 2006, 2007, 2008, 2010, 2011, 2012, 2014
Kagame Inter-Club Beker
Winnaar:2004, 2007, 2010
Finalist: 1996, 2000, 2005

## Bekende (ex-)spelers
- Olivier Karekezi
- Faty Papy